# Lennart Eriksson
Knut Olof Lennart Eriksson (ur. 4 lutego 1939 w Västerås, zm. 1 września 2017 w Sala) – szwedzki zapaśnik walczący w obu stylach. Olimpijczyk z Tokio 1964, gdzie odpadł w eliminacjach w kategorii 97 kg w stylu wolnym.
Brązowy medalista mistrzostw świata w 1969. Czwarty na mistrzostwach Europy w 1967. Mistrz nordycki w 1967.